# 絕命律師 (第一季)
美國犯罪劇情電視劇《絕命律師》第一季於2015年2月8日首播，並於2015年4月6日完結。該季總共十集，除了試播集於星期日播出之外，其餘每集均於星期一晚上在美國AMC播出。作為《絕命毒師》的外傳，《絕命律師》由文斯·吉利根和彼得·古爾德共同開創，而兩人都曾參與《絕命毒師》的製作。
該季的時間背景為2002年，是《絕命毒師》劇情時間線的六年前。鮑勃·奧登科克重新飾演詹姆斯·摩根·“吉米”·麥吉爾，該角色在《絕命毒師》中以薩爾·古德曼（Saul Goodman）的身份出現；吉米是一名苦苦掙扎的律師，並需要照顧擁有成功事業的哥哥查克。喬納森·班克斯亦重新飾演麥克·艾曼翠岳，該角色是一名停車場服務員，同時也是一名罪犯。
該劇的首播集“初出茅蘆”是有線電視歷史上收視率最高的首播集，在18-49歲和25-54歲的統計人口中分別有440萬和400萬觀眾，總收視率為688萬。該季備受大眾和評論家好評，許多人認為其是《絕命毒師》當之無愧的接班人；該季亦獲得第67屆黃金時段艾美獎的六項提名，其中包括最佳劇情類劇集。

## 演員與角色

### 主要角色
- 鮑勃·奧登科克 飾演 吉米·麥吉爾（Jimmy McGill）：一名苦苦掙扎的律師，並在生活中正照顧他的哥哥查克。他目前化名為吉恩·塔卡維奇（Gene Takavic）在奧馬哈經營一家肉桂卷專門店。[a]
- 喬納森·班克斯 飾演 麥克·艾曼翠岳（Mike Ehrmantraut）：一名停車場服務員，同時也是一名罪犯。
- 蕾亚·塞洪 飾演 金·魏斯勒（英语：Kim Wexler）：吉米的密友和情人，HHM律師行（Hamlin, Hamlin & McGill）的律師。
- 帕特里克·法比安 飾演 霍華德·漢姆林（英语：Howard Hamlin）：查克在HHM律師行的合夥人，吉米的競爭對手。
- 迈克尔·曼多 飾演 納丘·瓦加（Nacho Varga）：杜可的犯罪同夥，薩拉曼卡家族黑幫的成員。
- 邁克爾·麥基恩 飾演 查克·麥吉爾（英语：Chuck McGill）：吉米的哥哥和HHM律師行的合夥人，聲稱患有電磁波過敏症，吉米因此需要照顧他。

### 常設角色
- 傑瑞米·沙姆斯（英语：Jeremy Shamos） 飾演 克雷格·凱特曼（英语：List of characters in the Breaking Bad franchise#Betsy and Craig Kettleman）：被指控挪用公款的縣財務主管。
- 茱莉·安·艾瑪莉 飾演 貝琪·凱特曼（英语：List of characters in the Breaking Bad franchise#Betsy and Craig Kettleman）：克雷格的妻子，同樣被指控挪用公款。
- 凯瑞·康顿 飾演 史黛西·艾曼翠岳（英语：List of characters in the Breaking Bad franchise#Stacey Ehrmantraut）：麥克的寡婦兒媳，凱莉的母親。
- 菲絲·希莉（Faith Healey） 飾演 凱莉·艾曼翠岳（Kaylee Ehrmantraut）：麥克的孫女。
- 艾琳·福格蒂（英语：Eileen Fogarty） 飾演 阮夫人（英语：List of characters in the Breaking Bad franchise#Mrs. Nguyen）：一家美甲沙龍的老闆，吉米的律師行（同時亦是家）就在沙龍裡面。
- 彼得·迪斯（Peter Diseth） 飾演 比爾·奧克利（英语：List of characters in the Breaking Bad franchise#Bill Oakley）：一名地區副檢察官。
- 巴里·沙巴卡·亨利（英语：Barry Shabaka Henley） 飾演 格雷格·桑德斯警探（Detective Greg Sanders）：一名費城警察，曾與麥克在警隊合作過。
- 歐米德·阿塔西 飾演 傑夫·阿巴西警探（Detective Geoff Abbasi）：一名費城警察，桑德斯的搭檔。
- 喬·德羅薩（英语：Joe DeRosa (comedian)） 飾演 卡爾德拉醫生（英语：List of characters in the Breaking Bad franchise#Dr. Caldera）：一名獸醫，是麥克與黑社會之間的聯絡人。
- 丹尼斯·布茨卡里斯（英语：Dennis Boutsikaris） 飾演 里奇·史威卡（英语：List of characters in the Breaking Bad franchise#Rich Schweikart）：S&C律師行（Schweikart & Cokely）的合夥人，鷸十字中心（Sandpiper Crossing）的法律代表。
- 布蘭登·K·漢普頓（Brandon K. Hampton） 飾演 厄内斯托（英语：List of characters in the Breaking Bad franchise#Ernesto）：查克的助手，在HHM律師行工作。
- 史蒂文·萊文（Steven Levine）和丹尼爾·斯賓塞·萊文（Daniel Spenser Levine） 飾演 拉斯和卡爾·林德霍爾姆（Lars and Cal Lindholm）：雙胞胎滑板手，靠碰瓷賺取外快。
- 梅爾·羅德里奎茲 飾演 馬可·巴斯特納克（英语：List of characters in the Breaking Bad franchise#Marco Pasternak）：吉米在伊利諾伊州西塞羅最好的朋友和犯罪夥伴。
- 珍·埃弗隆（Jean Effron） 飾演 艾琳·蘭德里（Irene Landry）：一名老年人，因被鷸十字中心多徵收費用而成為吉米的法律委託人。

### 客串角色
- 雷蒙·克魯茲 飾演 杜可·薩拉曼卡（英语：List_of_characters_in_the_Breaking_Bad_franchise#Tuco_Salamanca）：與納丘合作的毒梟，有嚴重精神不穩定的問題。
- 米里亞姆·科朗（英语：Míriam Colón） 飾演 祖母（Abuelita）：杜可的祖母，赫克托的母親。
- 塞薩爾·加西亞（Cesar García） 飾演 No-Doze（英语：List of characters in the Breaking Bad franchise#No Doze）：杜可的手下。
- 小耶穌·帕揚（Jesús Payán Jr.） 飾演 Gonzo：杜可的手下。
- 喬什·法登（英语：Josh Fadem） 飾演 攝製傢伙（Camera Guy）：一名幫助吉米拍攝不同影片的電影學生。
- 朱利安·邦飛格里奧（Julian Bonfiglio） 飾演 收音傢伙（Sound Guy）：一名幫助吉米拍攝不同影片的電影學生。
- 馬克·普羅克施（英语：Mark Proksch） 飾演 丹尼爾·“普萊斯”·沃馬爾德（英语：List of characters in the Breaking Bad franchise#Daniel Wormald）：一名小毒販，在毒品交易時僱傭麥克為保鏢。
- 史蒂芬·奧格 飾演 索布查克（英语：List of characters in the Breaking Bad franchise#Sobchak）：一名罪犯，與麥克一起被普萊斯僱傭為保鏢。
- 可莉·杜瓦 飾演 克魯茲醫生（Dr. Cruz）：為查克治療的醫生。

## 集數
| 總集數 | 集數 （季） | 標題                         | 導演            | 編劇                     | 上線日期      | U.S.收視人數 （百萬） |
| ------ | ----------- | ---------------------------- | --------------- | ------------------------ | ------------- | --------------------- |
| 1      | 1           | 初出茅蘆 Uno                 | 文斯·吉利根     | 文斯·吉利根、彼得·古爾德 | 2015年2月8日  | 6.88                  |
| 2      | 2           | 愛兒 Mijo                    | 蜜雪兒·麥勞倫   | 彼得·古爾德              | 2015年2月9日  | 3.42                  |
| 3      | 3           | 納丘 Nacho                   | 泰瑞·麥克多諾   | 托馬斯·施瑙茲            | 2015年2月16日 | 3.23                  |
| 4      | 4           | 英雄 Hero                    | 科林·巴克西     | 詹妮弗·哈奇森            | 2015年2月23日 | 2.87                  |
| 5      | 5           | 雪山牧童 Alpine Shepherd Boy | 妮可·卡塞爾     | 布拉德利·保羅            | 2015年3月2日  | 2.71                  |
| 6      | 6           | 警察 Five-O                  | 亞當·伯恩斯坦   | 戈登·史密斯              | 2015年3月9日  | 2.57                  |
| 7      | 7           | 賓果 Bingo                   | 拉里薩·康德拉基 | 詹妮弗·哈奇森            | 2015年3月16日 | 2.67                  |
| 8      | 8           | RICO法案 RICO                | 科林·巴克西     | 戈登·史密斯              | 2015年3月23日 | 2.87                  |
| 9      | 9           | 柿子椒 Pimento               | 托馬斯·施瑙茲   | 托馬斯·施瑙茲            | 2015年3月30日 | 2.38                  |
| 10     | 10          | 馬可 Marco                   | 彼得·古爾德     | 彼得·古爾德              | 2015年4月6日  | 2.53                  |

## 製作

### 開發
《絕命律師》是前一部由文斯·吉利根開創和製作的犯罪劇情電視劇《絕命毒師》的外傳，《絕命毒師》於2008年至2013年在AMC播出，總共五季。吉利根和彼得·古爾德早在2009年就開始計劃推出一部《絕命毒師》的外傳。在當時拍攝《絕命毒師》劇集“二不休”時，吉利根就曾問薩爾·古德曼的演員鮑勃·奧登科克對該劇的外傳有何看法。2012年7月，吉利根暗示可能會推出一部以古德曼為主角的外傳，稱自己喜歡“主角律師會不惜一切代價遠離法庭的律師節目想法”，包括在法院大樓的台階上和解。奧登科克在《閒話毒師》出現時指薩爾是節目中最受歡迎的角色之一，推測觀眾喜歡這個角色是因為他是“節目中最不虛偽的人物”，並且“擅長於自己的工作”。
該劇直到2013年7月還未開綠燈。Netflix是眾多感興趣的發行公司之一，但最終由AMC與《絕命毒師》的製作公司索尼影视电视達成了交易。吉利根和古爾德在該劇擔任聯合節目統籌，其中吉利根為試播集執導。前《絕命毒師》編劇托馬斯·施瑙茲和詹妮弗·哈奇森加入該劇的編劇團隊，同時施瑙茲擔任聯合執行製作人，哈奇森亦擔任資深製作人。編劇團隊的成員還有布拉德利·保羅和戈登·史密斯，兩人曾在《絕命毒師》中擔任編劇助理。

### 選角
鮑勃·奧登科克主演律師/騙子吉米·麥吉爾（Jimmy McGill）（在《絕命毒師》中被稱為薩爾·古德曼）。2014年1月，喬納森·班克斯被宣佈將以主要演員的身份重新飾演他在《絕命毒師》中的角色麥克·艾曼翠岳。
在《絕命毒師》中飾演漢克·史瑞德的狄恩·諾里斯宣佈他不會在該劇出現，部分原因是他正參與CBS電視劇《天幕圍城》的製作。飾演史凱勒·懷特的安娜·冈恩提到她與吉利根就客串的可能性進行了“談話”。
邁克爾·麥基恩被選為飾演吉米的哥哥查克·麥吉爾。麥基恩之前曾在文斯·吉利根的作品——《X档案》劇集“夢境”中飾演常設角色莫里斯·弗萊徹（Morris Fletcher），兩人從那時起就潛在發展節目保持聯繫；然而當時麥基恩的大部分工作都在纽约的百老匯劇院，而吉利根則是在洛杉矶進行電視製作，兩人之間的合作因而一無所獲。當吉利根聯繫麥基恩出演該劇時，麥基恩除了知道查克對電磁波敏感之外一無所知，但他很快接受了這個角色，因為他既是《絕命毒師》的粉絲，同時又信任吉利根。當2014年開始拍攝該劇時，麥基恩亦要出演另一部百老匯話劇《一路到底》，他不得不將自己的時間分配在這兩者之間；巧合的是，在《絕命毒師》中飾演華特·懷特的布莱恩·科兰斯顿也出演這部話劇。在2014年4月宣佈麥基恩的選角消息時，他被故意誤命名為“瑟伯博士”（"Dr. Thurber"），麥基恩說這個角色是根據幽默大師詹姆斯·格罗弗·瑟伯改編的。而查克的本名——查爾斯·林德伯格·麥吉爾（Charles Lindbergh McGill）——靈感是來自於飛行員查爾斯·林德伯格。
2014年5月，帕特里克·法比安被選中參演該劇，E!在線將他的角色描述為“一生都在獲勝的甘迺迪式律師”；法比安的角色最初報導名為伯特（Burt），但確實的名字後來被披露為霍華德·漢姆林。2014年4月，大約在試播集拍攝前兩個月，蕾亚·塞洪參與試鏡並得到金·魏斯勒這個角色。根據選角導演莎朗·比亞利（Sharon Bialy）的說法，他們當時使用了兩個假場景來為這個備受矚目的項目保密，當塞洪為這兩個場景進行試鏡並給他們留下深刻印象時，他們才進入下一步向她解釋試鏡的真正目的；塞洪隨後能夠馬上在真正的試鏡中適應金這個角色。迈克尔·曼多最初被選為飾演埃迪（Eddie），E!在線描述角色為“聰明和工於心計的罪犯”。曼多說該劇的選角導演已經通過他的經紀人與他接洽，詢問他是否參加該節目的製作。在寄出試鏡帶後，他飛往洛杉磯與節目統籌文斯·吉利根和彼得·古爾德會面並進行試鏡。曼多說他在與吉利根和古爾德合作時對他們“一見鍾情”，因為他們會提供指導和反饋，而他亦在幾個星期後收到有關得到該角色的通知；這個角色在《絕命毒師》劇集“最好致電薩爾”中首次被提及。
2014年10月，凯瑞·康顿被選為飾演麥克的寡婦兒媳史黛西·艾曼翠岳。2014年11月，茱莉·安·艾瑪莉和傑瑞米·沙姆斯被宣佈將分別飾演貝琪·凱特曼和克雷格·凱特曼，兩人的角色被描述為“世界上最古板的不法之徒”。

### 拍攝
與其前作《絕命毒師》一樣，《絕命律師》以新墨西哥州阿爾伯克基為背景和拍攝。在2014年6月2日開始拍攝時，吉利根向《荷里活報道》透露第一季的製作比原定計劃遲了近兩個星期，他因而對該節目是否會成功持懷疑態度。
在試播集的第一個場景中，薩爾（以化名吉恩·塔卡維奇（Gene Takavic）隱藏自己的真實身份）正在內布拉斯加州的Cinnabon工作。首播集的這個場景以奧馬哈為背景，但實際上是在新墨西哥州阿爾伯克基的卡頓伍德購物中心拍攝。
2020年12月，奧登科克表示第一季的拍攝對他的健康產生了負面影響，因為他幾乎必須出現在每個場景中，幾乎沒有時間讓他熟記台詞，更不用說記得台詞了，這對他來說是不堪重負的。

## 國際廣播
2013年12月，Netflix宣佈在《絕命律師》第一季大結局播出後，整個第一季將在美國和加拿大串流播放；而在美國播放每集後，拉丁美洲和歐洲亦會緊隨播出。在澳大利亞，該劇第一季於2015年2月9日在串流媒體服務Stan上首播，作為該服務的旗艦節目。在英國和愛爾蘭共和國，該劇於2013年12月16日被Netflix收購，第一集於2015年2月9日首播，第二集計劃於次日播出，隨後每星期上傳新一集。

## 迴響

### 評價
| 第一季（2015年）：烂番茄追踪到的所有评论家的评论中，正面评论占比 |                                                              |
|                                                                  | 由于已知的技术原因，图表暂时不可用。带来不便，我们深表歉意。 |

《絕命律師》超出大眾和評論家的預期，第一季備受好評，許多評論家稱其為《絕命毒師》當之無愧的接班人。根据評論匯總网站爛番茄汇总的291篇评论文章，97%的评论家给予第一季正面评价，使之獲得「認證新鮮」標識，平均打分为8.10分（满分10分）第一季在Metacritic網站上得到「正面評論為主」，獲得了78/100分（43位影評人）。
《华盛顿邮报》的漢克·斯圖弗（Hank Stuever）給該季首兩集首播評分為“B+”，並寫道該劇“完全符合經典前作的格調和風格”，並且“在兩個小時內提出的問題比其隨意回答的要多”。《君子雜誌》的斯蒂芬·馬爾凱（Stephen Marche）寫道該劇第一季的前幾集比《絕命毒師》的更好。《商业内幕》的克爾斯滕·阿庫納（Kirsten Acuna）聲明最初的幾集“包含你想要的外傳電視劇的一切”。《纽约时报》的亞歷珊卓·斯坦利（Alessandra Stanley）寫道：“《絕命律師》比出色還要好得多：該劇很吸引人——當然是以一種殘酷、黑暗的喜劇方式。”《禿鷲博客》作家埃里克·柯尼斯堡（Eric Konigsberg）指出該劇很特別，因為其是“這個優質有線電視黃金時代的第一部外傳”。《RogerEbert.com》的布賴恩·塔萊里科（Brian Tallerico）對第一季給予正面評價，他說：“《絕命律師》不僅是前作背景下卓越的節目，無論有沒有華特·懷特，這都是一部卓越的節目。”
“警察”這一集獲得普遍讚譽，喬納森·班克斯的演出得到一致好評，一些評論家認為該集值得獲獎。《IGN》的羅斯·科內特（Roth Cornet）給該集9.7/10分的評價，稱讚班克斯的演出、劇集的節奏和交織的故事情節，以及劇集的最後一幕。她總結道：“《絕命律師》不斷提供一些電視節目最好的的元素，因為熟悉《絕命毒師》的觀眾和新觀眾都對麥克的悲慘過去感到震驚。”《TV.com》的蒂姆·蘇雷特（Tim Surette）也高度讚揚班克斯的演出，並寫道該集值得贏取艾美獎，稱其為“迄2015年為止最好的劇集之一”。該集最終獲得三項黃金時段艾美獎提名：班克斯獲提名最佳劇情類劇集男配角，戈登·史密斯獲提名最佳劇情類劇集編劇，凱利·狄克遜（Kelley Dixon）則獲提名最佳單攝像機劇情類劇集圖像剪輯。當彼特·丁拉基最終贏得最佳男配角獎時，他在台上讚揚其他提名者，並點名提到班克斯。

### 收視率
劇集首播集“初出茅蘆”是有線電視歷史上收視率最高的首播集，在18-49歲和25-54歲的統計人口中分別有440萬和400萬觀眾，總收視率為688萬。
| 序 | 標題     | 播出日期      | 收視率 （18–49歲） | 收視人数 （百萬） | DVR收視率 （18–49歲） | DVR收視人数 （百萬） | 總收視率 （18–49歲） | 總收視人数 （百萬） |
| -- | -------- | ------------- | ------------------ | ----------------- | --------------------- | -------------------- | -------------------- | ------------------- |
| 1  | 初出茅蘆 | 2015年2月8日  | 3.4                | 6.88              | 不適用                | 不適用               | 不適用               | 不適用              |
| 2  | 愛兒     | 2015年2月9日  | 1.6                | 3.42              | 不適用                | 不適用               | 不適用               | 不適用              |
| 3  | 納丘     | 2015年2月16日 | 1.6                | 3.23              | 不適用                | 不適用               | 不適用               | 不適用              |
| 4  | 英雄     | 2015年2月23日 | 1.4                | 2.87              | 不適用                | 不適用               | 不適用               | 不適用              |
| 5  | 雪山牧童 | 2015年3月2日  | 1.2                | 2.71              | 1.4                   | 2.80                 | 2.6                  | 5.51a               |
| 6  | 警察     | 2015年3月9日  | 1.3                | 2.57              | 不適用                | 不適用               | 不適用               | 不適用              |
| 7  | 賓果     | 2015年3月16日 | 1.3                | 2.67              | 不適用                | 不適用               | 不適用               | 不適用              |
| 8  | RICO法案 | 2015年3月23日 | 1.3                | 2.87              | 1.6                   | 2.97                 | 2.9                  | 5.84                |
| 9  | 柿子椒   | 2015年3月30日 | 1.1                | 2.38              | 不適用                | 不適用               | 不適用               | 不適用              |
| 10 | 馬可     | 2015年4月6日  | 1.2                | 2.53              | 1.6                   | 3.23                 | 2.8                  | 5.76                |

^a  由於Live +7收視率不可用，因此使用Live +3收視率。

### 榮譽
| 典禮                         | 類別                                 | 入圍者                                                               | 結果 | 來源   |
| ---------------------------- | ------------------------------------ | -------------------------------------------------------------------- | ---- | ------ |
| 2015年美國電影學會獎         | 年度電視節目 （英語：Television Programs of the Year）              | 《絕命律師》                                                         | 獲獎 | [ 71 ] |
| 第5屆評論家選擇電視獎        | 最佳劇情類劇集男主角                 | 鮑勃·奧登科克                                                        | 獲獎 | [ 72 ] |
| 第5屆評論家選擇電視獎        | 最佳劇情類劇集男配角                 | 喬納森·班克斯                                                        | 獲獎 | [ 72 ] |
| 第31屆電視評論家協會獎       | 最佳新節目                           | 《絕命律師》                                                         | 獲獎 | [ 73 ] |
| 第31屆電視評論家協會獎       | 劇情類個人成就                       | 鮑勃·奧登高基                                                        | 提名 | [ 73 ] |
| 第67屆黃金時段艾美獎         | 最佳劇情類劇集                       | 《絕命律師》                                                         | 提名 | [ 66 ] |
| 第67屆黃金時段艾美獎         | 最佳劇情類劇集男主角                 | 鮑勃·奧登高基                                                        | 提名 | [ 66 ] |
| 第67屆黃金時段艾美獎         | 最佳劇情類劇集男配角                 | 喬納森·班克斯                                                        | 提名 | [ 66 ] |
| 第67屆黃金時段艾美獎         | 最佳劇情類劇集編劇                   | 戈登·史密斯 ；憑“警察”一集                                           | 提名 | [ 66 ] |
| 第67屆黃金時段創意藝術艾美獎 | 最佳單攝像機劇情類劇集圖像剪輯       | 凱利·狄克遜（Kelley Dixon） ；憑“警察”一集                                       | 提名 | [ 66 ] |
| 第67屆黃金時段創意藝術艾美獎 | 最佳單攝像機劇情類劇集圖像剪輯       | 凱利·狄克遜（Kelley Dixon）、克里斯·麥卡勒布 ；憑“馬可”一集                      | 提名 | [ 66 ] |
| 第67屆黃金時段創意藝術艾美獎 | 最佳喜劇類或劇情類劇集混音（一小時） | 菲利普·W·帕爾默（Phillip W. Palmer）、拉里·本傑明（Larry Benjamin）、凱文·瓦倫丁（Kevin Valentine） ；憑“馬可”一集 | 提名 | [ 66 ] |
| 第20屆衛星獎                 | 最佳電視劇——劇情類                   | 《絕命律師》                                                         | 獲獎 | [ 74 ] |
| 第20屆衛星獎                 | 最佳男主角——劇情類電視劇             | 鮑勃·奧登高基                                                        | 提名 | [ 74 ] |
| 第20屆衛星獎                 | 最佳男配角——劇集、迷你劇或電視電影   | 喬納森·班克斯                                                        | 提名 | [ 74 ] |
| 第20屆衛星獎                 | 最佳女配角——劇集、迷你劇或電視電影   | 蕾亚·塞洪                                                            | 獲獎 | [ 74 ] |
| 第68屆美國編劇工會獎         | 電視：劇情類劇集                     | 《絕命律師》                                                         | 提名 | [ 75 ] |
| 第68屆美國編劇工會獎         | 電視：新劇集                         | 《絕命律師》                                                         | 提名 | [ 75 ] |
| 第68屆美國編劇工會獎         | 電視：分集劇情類                     | 文斯·吉利根、彼得·古爾德 ；憑“初出茅蘆”一集                          | 獲獎 | [ 75 ] |
| 第22屆美國演員工會獎         | 最佳劇情類劇集男演員                 | 鮑勃·奧登高基                                                        | 提名 | [ 76 ] |
| 第73屆金球獎                 | 劇情類劇集最佳男主角                 | 鮑勃·奧登高基                                                        | 提名 | [ 77 ] |

## 家庭媒體
第一季於2015年11月10日以藍光光碟和DVD（1區）形式發行。該發行套裝包括所有10集，以及每集的評論音軌、未經審查的劇集、刪減鏡頭、NG合輯和一些幕後花絮。第一季亦發行以3D封裝的限量版藍光套裝，其中附帶少年布朗演奏的“絕命律師主題曲”的黑膠唱片明信片。

## 相關媒體

### 《絕命律師：委託人發展》
2015年2月，AMC在《絕命律師》首播前為劇集發行了一本名為《絕命律師：委託人發展》（英語：Better Call Saul: Client Development）的數碼漫畫書，其中詳細介紹了薩爾和麥克過去的歷史，作為《絕命毒師》介紹薩爾的“最好致電薩爾”一集的外傳。隨後這將在《絕命律師》劇集“絕命毒師”中追溯修訂。

## 外部連結
- 《絕命律師》– 官方網站
- 在Netflix上觀看《絕命律師》
- 互联网电影数据库（IMDb）上《絕命律師》的资料（英文）
- 爛番茄上《絕命律師第一季》的資料（英文）
- Metacritic上《《絕命律師》第一季》的資料